# Fricativa postalveolare sorda
La fricativa postalveolare sorda è una consonante fricativa molto frequente in numerose lingue, che in base all'alfabeto fonetico internazionale è rappresentato col simbolo ʃ.
Nella lingua italiana, tale fono è un fonema, e la sua resa ortografica è il digramma ⟨sc⟩ quando è seguito dalle vocali /e/ ed /i/ (ossia come nella parola pesce); il trigramma ⟨sci⟩ davanti ad altre vocali (ad esempio in asciutto); se intervocalico, esso è sempre geminato.

## Caratteristiche
La fricativa postalveolare sorda presenta le seguenti caratteristiche:
- il suo modo di articolazione è fricativo, perché questo fono è dovuto alla frizione causata dal passaggio ininterrotto di aria attraverso un restringimento del cavo orale;
- il suo luogo di articolazione è postalveolare, perché nel pronunciare questo suono la lingua viene avvicinata al palato non lontano dagli alveoli;
- è una consonante sorda, in quanto tale suono viene prodotto senza l'intervento vibratorio delle corde vocali.

## Altre lingue

### Catalano
In catalano, corrisponde al grafema ⟨x⟩ all'inizio di una parola, o fra una consonante e una vocale; al grafema ⟨ix⟩ in posizione intervocalica:
- això "ciò"
- xarxa "rete"
- conèixer "conoscere"

### Lombardo
Nella lingua lombarda, tale fono è presente in parole come [iŋ'ʃi] e unicamente nei dialetti di tipo occidentale, come allofono di /S/.

### Napoletano
Nel napoletano, si trova in parole come
- sciore [ˈʃoːɾə]
- sciato [ˈʃɑːtə]

### Croato e lingue slave
In croato, come in molte lingue slave, corrisponde al grafema ⟨š⟩:
- Lošinj
- Bošković
- šest "sei"

### Francese
In francese, corrisponde al digramma ⟨ch⟩:
- chaud [ʃo] "caldo"
- mâcher [mɑˈʃe] "masticare"
- cochon [kɔˈʃɔ̃] "maiale"

### Galiziano
In galiziano, corrisponde al grafema ⟨x⟩:
- caixa [ˈkajʃa] "cassa"
- peixe [ˈpejʃe] "pesce"
- Ximenes [ʃiˈmɛnes]

### Inglese
In inglese, corrisponde frequentemente al digramma ⟨sh⟩:
- push "spingere" [pʰʊʃ]
- Washington [ˈwɒʃɪŋtn̩]
- shame "vergogna" [ʃeɪ̯m]

La fricativa postalveolare sorda compare anche in altre posizioni e/o combinazioni di lettere: pressure "pressione", ancient "antico", information "informazione", sure "sicuro", machine "macchina".

### Portoghese
In portoghese, il principale grafema corrispondente è ⟨s⟩ seguito da consonante sorda o in posizione finale:
- leste "est"
- os "i/gli"
- pássaros "uccelli"
- inglês "inglese"

Può anche corrispondere però al digramma ⟨ch⟩, al grafema ⟨x⟩ o al grafema ⟨z⟩ in posizione finale:
- chave "chiave"
- peixe "pesce"
- faz "fa"

### Romeno
In romeno, corrisponde al grafema ⟨ș⟩:
- Timișoara [timiˈʃo̯ara]
- București "Bucarest" [bukuˈreʃtʲ]
- Mureș [ˈmureʃ]

### Russo
In russo, è reso coi grafemi ⟨ш⟩ (breve) e ⟨щ⟩ (prolungato) (romanizzati rispettivamente in š e šč secondo la traslitterazione scientifica, sh e shch secondo la traslitterazione anglosassone):
- шапка (šapka/shapka) "cappello"
- Наташа (Nataša/Natasha) "vezzeggiativo del nome di donna Natal'ja"
- ямщик (jamščik) "cocchiere"

### Turco
In lingua turca, corrisponde al grafema ⟨ş⟩.
- teşekkürler "grazie"

### Tedesco
In tedesco, corrisponde al trigramma ⟨sch⟩:
- schauen "guardare" [ˈʃaʊ̯ən]
- Forschung "ricerca" [ˈfɔɐ̯ʃʊŋ]
- falsch "sbagliato, falso" [falʃ]

Lo stesso suono corrisponde alla s nei digrammi ⟨st⟩ e ⟨sp⟩:
- Speck [ʃpɛk]
- Strudel [ˈʃtʀuːdl̩]
- verstehen "capire" [fɛɐ̯ˈʃteːən]

### Ungherese
In ungherese, corrisponde al grafema ⟨s⟩:
- Budapest [ˈbudɒpɛʃt]
- Sopron [ˈʃopron]
- Miskolc [ˈmiʃkolt͡s]

### Maltese
In maltese tale fono è rappresentato dalla lettera ⟨x⟩:
- xbin
- xulxin

### Arabo
In lingua araba il fono è espresso con la lettera ⟨ﺵ⟩.

### Greco
Il greco antico non possedeva questo suono e quindi nemmeno il grafema; tuttavia, quando l'alfabeto greco fu applicato alla lingua battriana, che possedeva tale suono, fu necessario assegnargli un grafema, la lettera ϸ, sho. Nemmeno il greco moderno possiede questo suono e, all'occorrenza, è trascritto con sigma.